# Kora jura

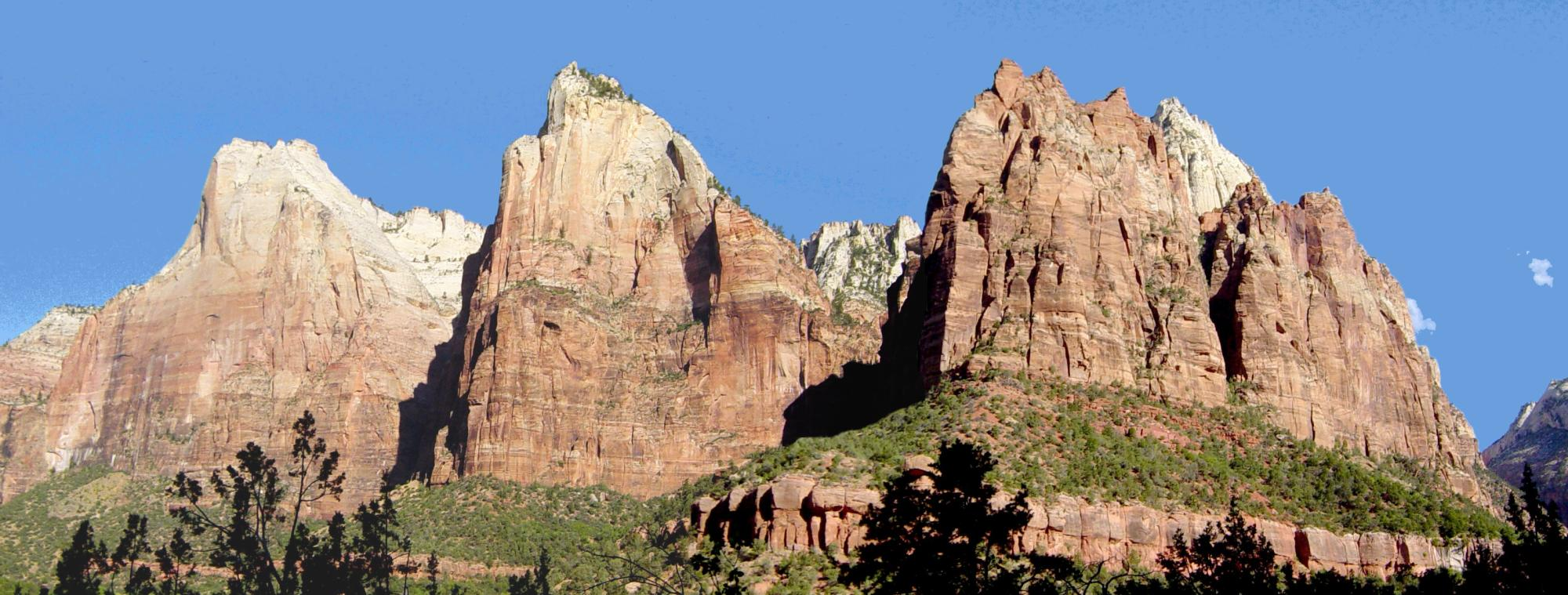
A Három Pátriárka sziklái a Zion Nemzeti Parkban (Utah, Amerikai Egyesült Államok) jól látható kora jura formációkat mutatnak, alulról felfelé haladva: a Wingate Homokkő, a Kayenta Formáció és a Navahó Homokkő.

A kora jura (vagy a kőzettani felosztásban alsó jura, illetve európai szövegekben ma is gyakran liász) a jura földtörténeti időszak három kora közül a legkorábbi. 
A kora jura a triász időszak, illetve a triász és a jura határán történt triász–jura kihalási esemény után kezdődött, 201,3 ± 0,2 millió évvel ezelőtt (mya) és a középső jura kor kezdetével, mintegy 174,1 ± 0,1 mya ért véget.

## Tagolása
A kora jura a következő faunális időszakokra tagolható tovább a Nemzetközi Rétegtani Bizottság (International Commission on Stratigraphy, ICS) adatai alapján (az időben újabbtól a régebbi korszakig):
- Toarci (183,0 ± 1,5 – 175,6 ± 2,0 mya)
- Pliensbachi (189,6 ± 1,5 – 183,0 ± 1,5 mya)
- Sinemuri (196,5 ± 1,0 – 189,6 ± 1,5 mya)
- Hettangi (199,6 ± 0,6 – 196,5 ± 1,0 mya)

A hettangi kor kezdete körül máig viták folynak. A kezdőidőpontot a psiloceratida ammoniteszek megjelenésének idejére tették, ez azonban nem egyértelmű, mivel egész ammonitesz faunákat kell vizsgálni, amelyek a Föld más-más részeiben más-más képet mutathatnak. Ha ezt tekintjük indikátornak, az is lehet, hogy a liász nem esik teljesen egybe a kora jurával, hanem már a triász idején elkezdődött.
A pliensbachi és a toarci korszakok határán kisebb világméretű kihalási esemény történt.

## A felszínen

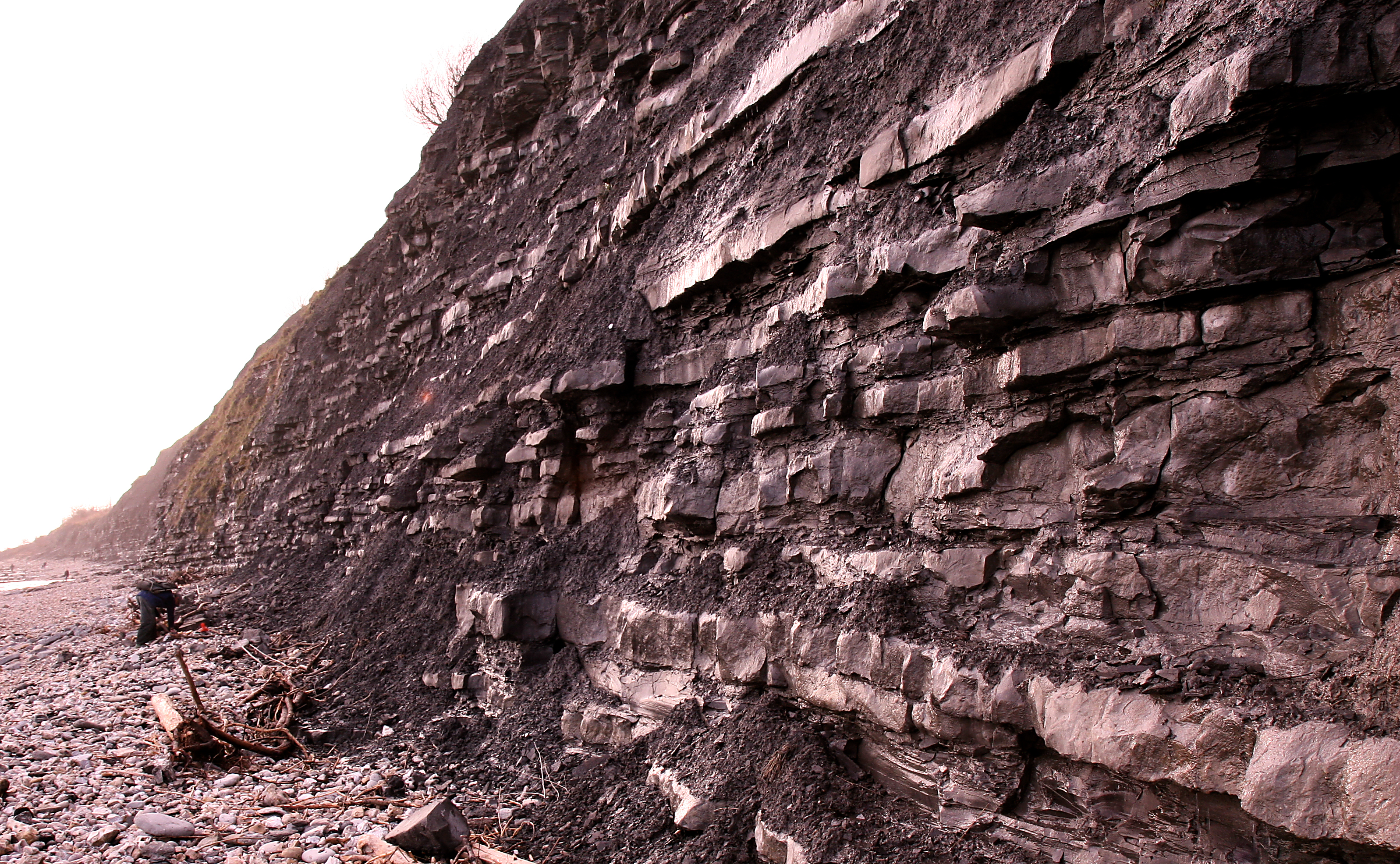
Liász formációk Lyme Regisnél, Angliában, helyi nevük a Blue Lias (Kék Liász).

A Brit-sziget partjai mentén, különösen a dorseti Juraparton jelentős liászkori felszíni formációk találhatók (ezeket a lyme regisi Mary Anning 19. századi paleontológus kutatta át először). A felszíni liászkori összletek (fácies) itt túlnyomórészt agyagból és viszonylag vékony mészkőrétegekből állnak, amelyek a valamikori tengervízi üledékből származnak. 
A liászkori kőzetekből álló partvonal egyik legjobb példáját nyújtják a Wales déli részében lévő Galmorgan-völgy masszív sziklái Cardiff közelében, amelyek a variszkuszi hegységképződés idejéről tanuskodnak. 

## Magyarországon
Magyarországon a Dunántúli-középhegység, amelyet ebben az időszakban tenger borított, gazdag lelőhelye a kora jura fosszíliáknak. A Bakonyban és a Gerecsében 17 lelőhelyről az alsó liász korából legalább 14 hettangi és 64 kora sinemuri ammonitesz faj fosszíliái kerültek elő. 

### A mecseki kőszén
Alsó liász kori a mecseki kőszén is, amelynek bányászása tízezreknek nyújtott megélhetést a 20. század második felében Pécs és Komló térségében. A kora jura elején még folytatódott a szárazföldi üledékképződés, majd a területet fokozatosan elöntötte a tenger. A mecseki kőszén a tenger partmenti mocsaraiban képződött. 